# Las Morenas
Las Morenas är en ort i Mexiko.   Den ligger i kommunen Coneto de Comonfort och delstaten Durango, i den centrala delen av landet, 800 km nordväst om huvudstaden Mexico City. Las Morenas ligger 1 847 meter över havet och antalet invånare är 106.
Terrängen runt Las Morenas är kuperad norrut, men söderut är den platt. Runt Las Morenas är det mycket glesbefolkat, med 5 invånare per kvadratkilometer. Närmaste större samhälle är Melchor Ocampo, 17,2 km väster om Las Morenas. Omgivningarna runt Las Morenas är i huvudsak ett öppet busklandskap.